# Kōjirō Kaimoto
Kōjirō Kaimoto (jap. 海本 幸治郎 Kaimoto Kōjirō; ur. 14 października 1977) – japoński piłkarz występujący na pozycji obrońcy.

## Kariera klubowa
Od 1996 do 2008 roku występował w klubach Gamba Osaka, Seongnam Ilhwa Chunma, Nagoya Grampus Eight, Albirex Niigata i Tokyo Verdy.